# NGC 5128
NGC 5128 је лентикуларна галаксија у сазвежђу Кентаур која се налази на NGC листи објеката дубоког неба. Деклинација објекта је - 43° 0' 58" а ректасцензија 13h 25m 29,0s. Привидна величина (магнитуда) објекта NGC 5128 износи 6,6 а фотографска магнитуда 7,6. Налази се на удаљености од 3,941 милиона парсека од Сунца. NGC 5128 је још познат и под ознакама ESO 270-9, MCG -7-28-1, ARP 153, IRAS 13225-4245, AM 1322-424, PRC C-45, Centaurus A, PGC 46957.
NGC 5128 је открио 1826. шкотски астроном Џејмс Данлоп из свог дома у Парамати, у Новом Јужном Велсу, Аустралија. У литератури постоји значајна дебата у вези са основним својствима галаксије као што су њен Хаблов тип (лентикуларна галаксија или џиновска елиптична галаксија) и удаљеност (10–16 милиона светлосних година). NGC 5128 је једна од радио-галаксија најближих Земљи, тако да су њено активно галактичко језгро опширно проучавали професионални астрономи. Галаксија је такође пета најсјајнија на небу, што је чини идеалном метом за аматерску астрономију. Видљиво је само са јужне хемисфере и ниских северних географских ширина.
У центру галаксије налази се супермасивна црна рупа са масом од 55 милиона соларних маса, која избацује релативистички млаз који је одговоран за емисије у рендгенским и радио таласним дужинама. Праћењем радио-осматрања млаза раздвојених за једну деценију, астрономи су утврдили да се унутрашњи делови млаза крећу са око половине брзине светлости. Рендгенски зраци се производе све даље док се млаз судара са околним гасовима, што резултира стварањем високо енергетских честица. Рендгенски млазови Кентаура А дуги су хиљаде светлосних година, док су радио млазови дуги преко милион светлосних година.
Као и у другим галаксијама са праском звезда, сумња се да је галактички судар одговоран за интензиван прасак формирања звезда. Модели сугеришу да је Кентаур А била велика елиптична галаксија која се сударила са мањом спиралном галаксијом, са којом ће се на крају спојити. Из тог разлога, галаксија је годинама била од посебног интереса за астрономе. Док су судари спиралних галаксија релативно чести, ефекти судара између елиптичне и спиралне галаксије нису у потпуности схваћени.

## Историја посматрања
NGC 5128 је 29. априла 1826. открио Џејмс Данлоп током истраживања у опсерваторији Парамата.
Године 1847, Џон Хершел је описао галаксију као „две полуовалне елиптично обликоване маглине које изгледају као да су пресечене и раздвојене широком нејасном траком паралелном већој оси маглине, у чијој средини се налази слаба трака светлости паралелна са странама реза.“
Године 1949, Џон Гетенби Болтон, Брус Сли и Гордон Стенли локализовали су NGC 5128 као један од првих екстрагалактичких радио извора. Пет година касније, Валтер Баде и Рудолф Минковски су сугерисали да је необична структура резултат спајања џиновске елиптичне галаксије и мале спиралне галаксије. Прва детекција рендгенских зрака, коришћењем сондажне ракете, обављена је 1970. године. У периоду 1975–1976. емисије гама зрака из Кентаура А посматране су атмосферском Черенковљевом техником.
Ајнштајнова опсерваторија је 1979. године открила рендгенски млаз који излази из језгра. Десет година касније, младе плаве звезде пронађене су дуж централног појаса прашине са свемирским телескопом Хабл.
Рендгенска опсерваторија Чандра идентификовала је 1999. више од 200 нових тачака. Други свемирски телескоп, Спицер свемирски телескоп, пронашао је структуру прашине у облику паралелограма на скоро инфрацрвеним снимцима Кентаура А 2006. године.
Доказе о гама емисијама са веома високом енергијом (више од 100 GeV) детектовала је Х.Е.С.С Опсерваторија у Намибији 2009. године.
Следеће године, Кентаур А је идентификован као извор космичких зрака највеће енергије, након година посматрања опсерваторије Пјер Оже.